# Juri Nikitin
Juri Nikitin (Юрій Вікторович Нікітін), född den 15 juli 1978 i Cherson, Ukrainska SSR, Sovjetunionen, är en ukrainsk gymnast.
Han tog OS-guld i trampolin i samband med de olympiska gymnastiktävlingarna 2004 i Aten.